# أحمد الختال
أحمد مبارك الختال (ولد في 6 أكتوبر 1988 في المحرق، البحرين) لاعب كرة قدم دولي بحريني يجيد اللعب في مركز المهاجم. يلعب حاليا لصالح النجمة الذي ينافس في الدوري البحريني الممتاز منذ 2021.

## الإنجازات

### الرفاع الشرقي
- كأس ملك البحرين (1): 2014

### الحد
- الدرجة الأولى (1): 2016
- كأس ملك البحرين (1): 2015

## روابط خارجية
- أحمد الختال على موقع قاعدة بيانات كرة القدم.إي يو (الإنجليزية)
- أحمد الختال على موقع ناشيونال فوتبول تيمز (الإنجليزية)